# ستراژوویتسه
ستراژوویتسه (به لاتین: Strážovice) یک منطقهٔ مسکونی در جمهوری چک است که در ناحیه هودونین واقع شده‌است. ستراژوویتسه ۵۷۰ نفر جمعیت دارد.

## نگارخانه

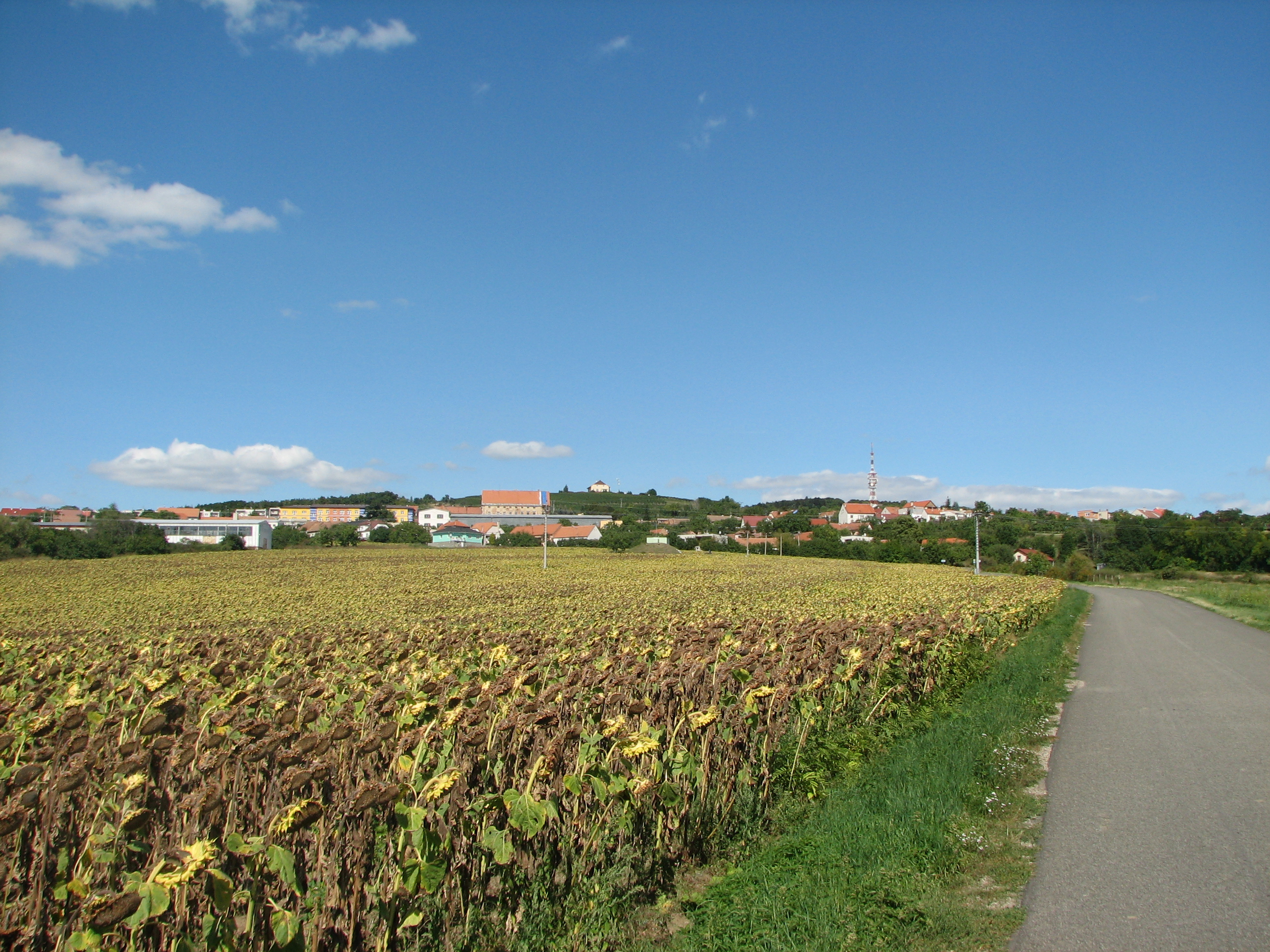
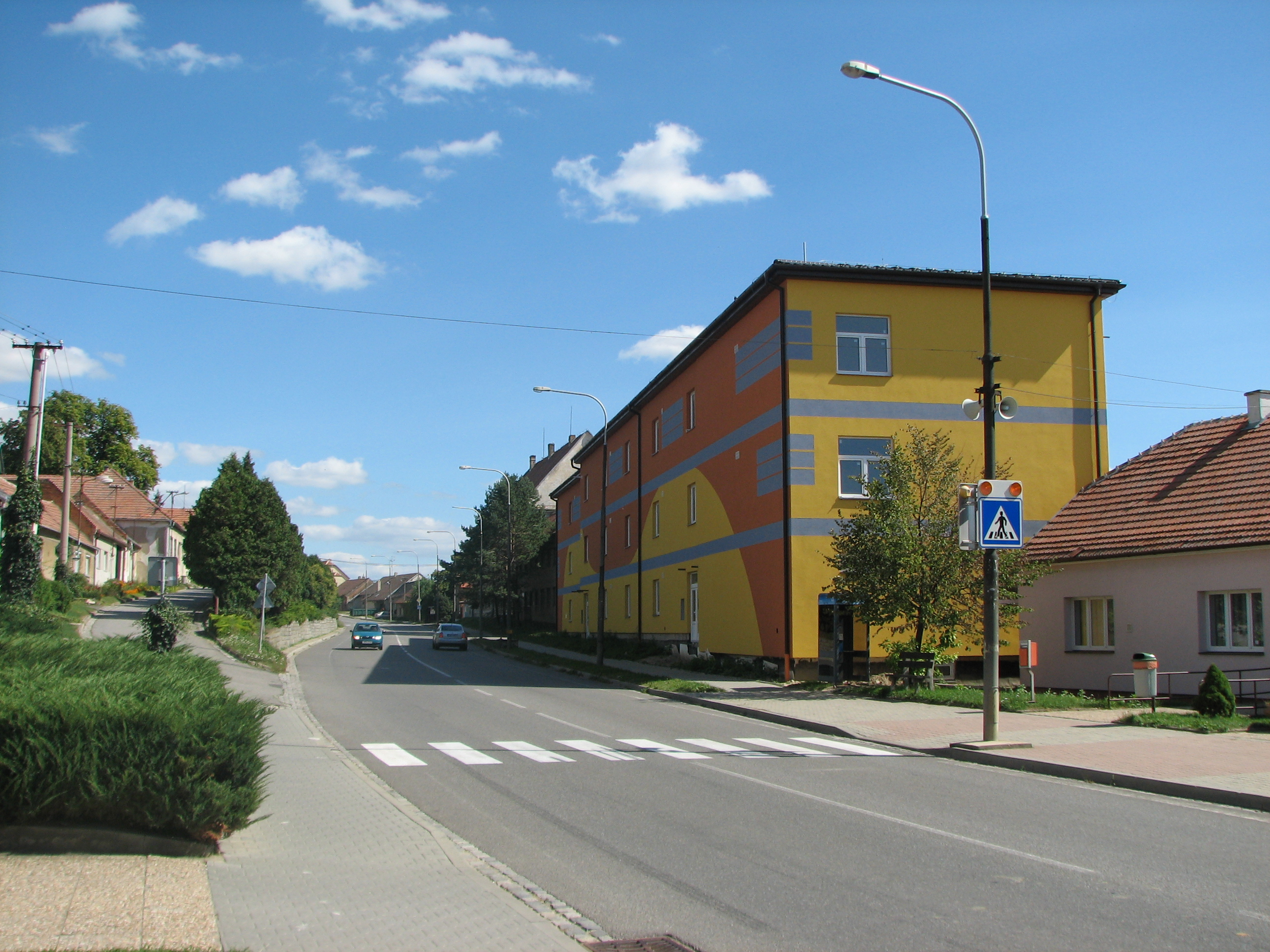
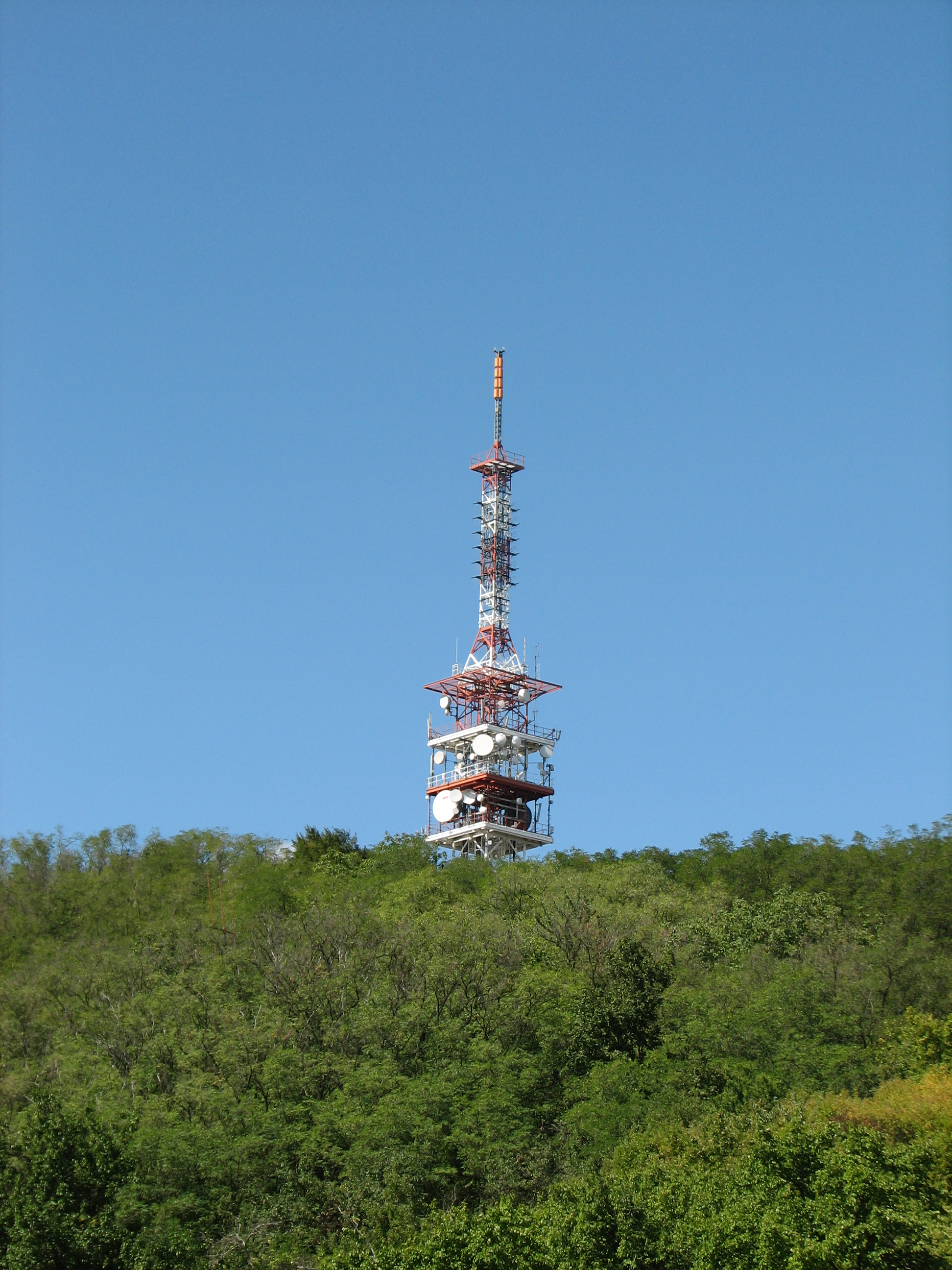